# Mallerenga sultana
La mallerenga sultana (Melanochlora sultanea) és una espècie d'ocell de la família dels pàrids (Paridae) i única espècie del gènere Melanochlora (Lesson, 1839).

## Hàbitat i distribució
Selva, bosc i vegetació secundària als turons de l'Himàlaia fins als 1000 m, al nord-est de l'Índia des del centre de Nepal cap a l'est fins Arunachal Pradesh i cap al sud fins Bangladesh, Mizoram i Manipur, i sud de la Xina, Hainan, muntanyes del sud-est asiàtic (excepte el centre de Tailàndia, Cambodja i sud del Vietnam).

## Taxonomia i sistemàtica
El 1890, Richard Bowdler Sharpe classifica aquesta espècie com un membre de l'antiga subfamília, Liotrichinae Timaliidae. La posició d'aquesta espècie dins del seu clade no està determinada amb claredat. Semblen tenir seqüències distintives d'ADN mitocondrial citocrom b, cosa que suggereix que és possible que no pertanyin als Paridae, llevat que s'incloguin els teixidors. Posseeixen un comportament inusual de pànic en captivitat quan perceben sorolls poc comuns o altres espècies, el que no passa en els membres típics de Paridae. A diferència dels Paridae típics, tenen les fosses nasals exposades i no cobertes per plomes. Si es considera un membre de Paridae, seria el membre més gros.

## Subespècies
Es reconeixen quatre subespècies:
- M. s. sultanea (Hodgson, BH 1837) - Nepal a Assam, Myanmar, Tailàndia, Laos i Vietnam.
- M. s. flavocristata (de Lafresnaye, NFAA 1837) - del sud de Myanmar al sud de Tailàndia, Península Malaia, Sumatra i Hainan.
- M. s. seorsa (Bangs, O 1924) - sud de la Xina (del centre de Fujian al sus de Guangxi) fins a Laos i Tonkin.
- M. s. gayeti (Delacour, JT; Jabouille, P 1925) - centre d'Annam (Col des Nuages) a Laos (planura de Bolavens).

## Descripció

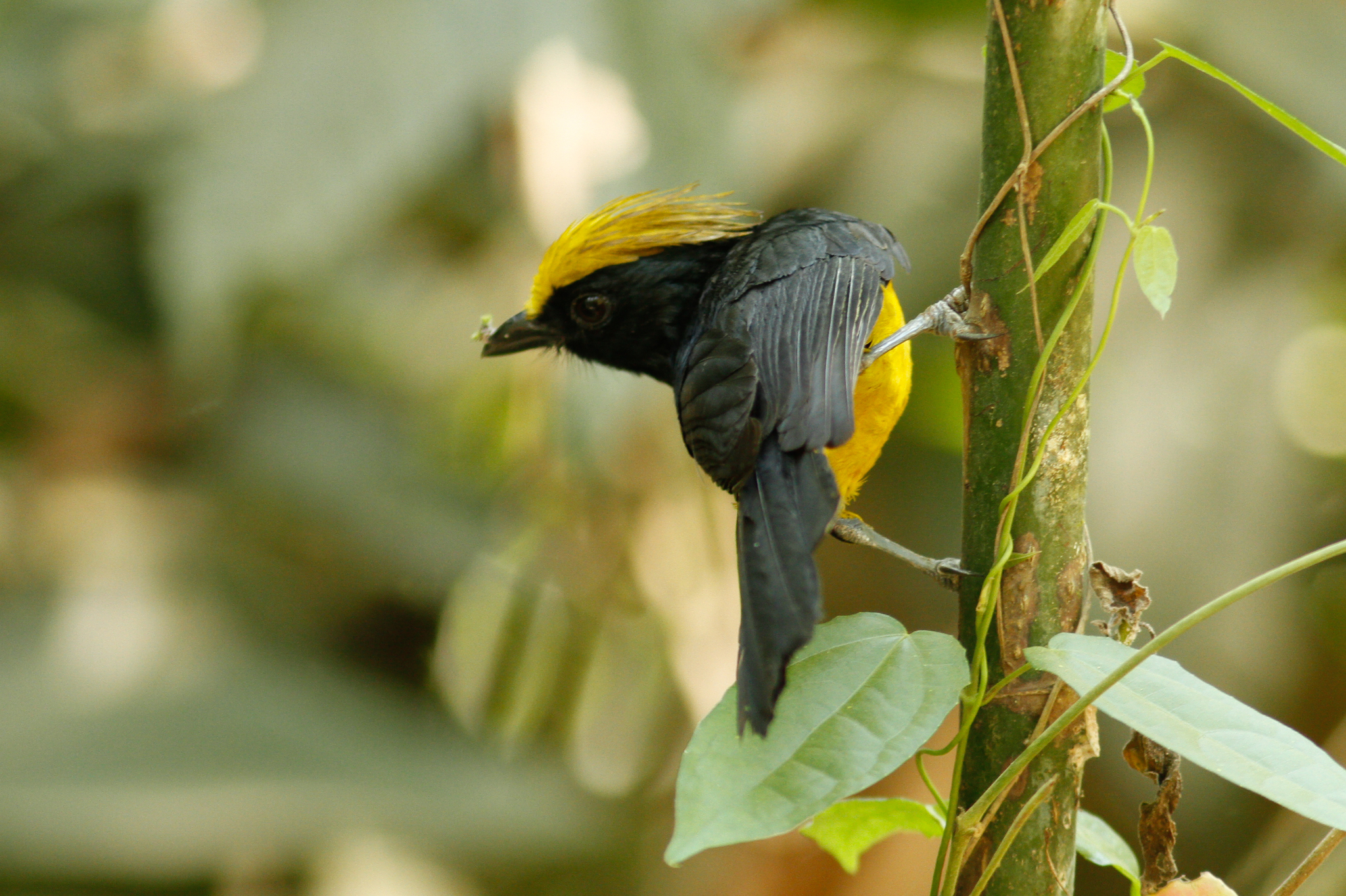
Mallerenga sultana al sud-oest de Tailàndia.

Fa uns 20 cm de llarg, i la cua uns 10 cm. El mascle té el front i la corona amb la carena de color groc brillant, tot el plomatge superior, costats del cap i el coll, la barbeta, la gola i el pit són de color negre amb reflexos verds, les vores de les plomes del plomatge superior tenen una brillantor metàl·lica i les plomes més externes de la cua tenen les puntes blanques, el plomatge a la zona inferior del pit i ventre és de color groc intens, les cuixes posseeixen un jaspiat amb blanc. La cresta normalment reclinada s'eleva quan l'ocell està alerta o alarmat. El bec és negre, la boca carnosa fosca, les parpelles grises, l'iris marró fosc, les potes són de color gris i les urpes són color os fosc.
La femella té les parts grogues d'un to més apagat; el plomatge superior i els laterals del cap són de color marró verdós fosc; la barbeta i la gola són de color verd oliva fosc amb centelleigs brillants; les ales i cua són negre opac; les plomes de la part superior tenen vores de color verd metàl·lic.
Els joves s'assemblen a la femella, però en l'etapa més jove les plomes de la part superior no tenen vores brillants i les plomes cobertores més grosses de les ales compten amb una vora blanca.
S'alimenten al sector mitjà i superior del dosser, individualment o en petits grups i s'alimenten principalment d'insectes, però de vegades consumeixen figues. Posseeixen un fort xiulet curt repetit i variable. El vol és lent i oscil·lant.